# 掰掰啾啾
掰掰啾啾（Byebyechuchu），本名林柏維（1985年6月6日—），台南仁德人，台灣網路圖文創作者，插畫作品多以成人黑色幽默方式呈現兩性與生活時事，風格帶點低俗惡搞趣味而著名，受到廣大粉絲喜愛。

## 作品特色
- 以簡單的黑白線條與諧趣的生活、兩性議題為主，其插畫內容常使用尖頭人、麥扣貓、奧樂雞、魚子等自創角色為主角。
- 受歡迎作品有安迪不解釋系列、須知系列等。

## 經歷
- 2007年底開始在無名小站創作，內容以遊戲真‧三國無雙的角色為出發，講述其之間錯綜複雜的愛情故事，直到2010年始在Facebook分享自己的作品。
- 2012年6月，因為創作安全的短窄裙一文受蘋果日報採訪，引發網友熱烈迴響。[1]
- 2014年5月，與知名時尚雜誌O'logy於台中勤美綠園道合辦時尚攝影展。[2]
- 2014年6月，在Facebook因創作一輩子的情人短片受到網友轉發，進而奠定動態創作的根基。[3]
- 2014年9月，在通訊軟體LINE中推出「掰掰啾啾」靜態貼圖。[4]
- 2014年9月，出版個人第一本書籍不解釋，一個月內賣超過1萬本，是為圖文暢銷書之一。[5]
- 2014年10月，在Pinkoi網站上販售尖頭人T-Shirt，短時間內秒殺限量1000件；其系列產品包括蛋炒飯T-Shirt、張飛惡搞T-Shirt、奧樂雞T-Shirt等。[6]
- 2015年1月，加入華研國際音樂，與Cherng及爽爽貓合稱爽啾貘。
- 2015年1月和5月，在通訊軟體LINE中分別推出「掰啾的二代貼圖－動的掰啾」和「掰啾的三代貼圖－叫的掰啾」有聲動態貼圖。[7][8]

## 著作
- 2014年9月24日《不解釋》
- 2016年8月23日《什麼叫做 愛》

## 戲劇
- 2017年《稍息立正我愛你》飾演 男四